# لووسالبوتامول
لووسالبوتامول(به انگلیسی: Levosalbutamol) همچنین با عنوان لوالبوترول(به انگلیسی: levalbuterol) نیزشناخته می‌شود، یک آگونیست گیرنده آدرنرژیک β۲ با اثر کوتاه مدت است که در درمان آسم و بیماری مزمن انسدادی ریه (COPD) مورد استفاده قرار می‌گیرد. شواهد کافی که نشان‌دهنده عملکرد بهتر لووسالبوتامول نسبت به سالبوتامول باشد، وجود ندارد؛ بنابراین ممکن است توجیه کافی برای تجویز آن وجود نداشته باشد.
این دارو انانتیومر-(R)-(−) سالبوتامول است و در برخی از کشورها با فرمولاسیون ژنریک توسط شرکت‌های دارویی Cipla ،Teva، Dey و سایر شرکت‌ها، عرضه می‌شود.